# Dubai Sports City

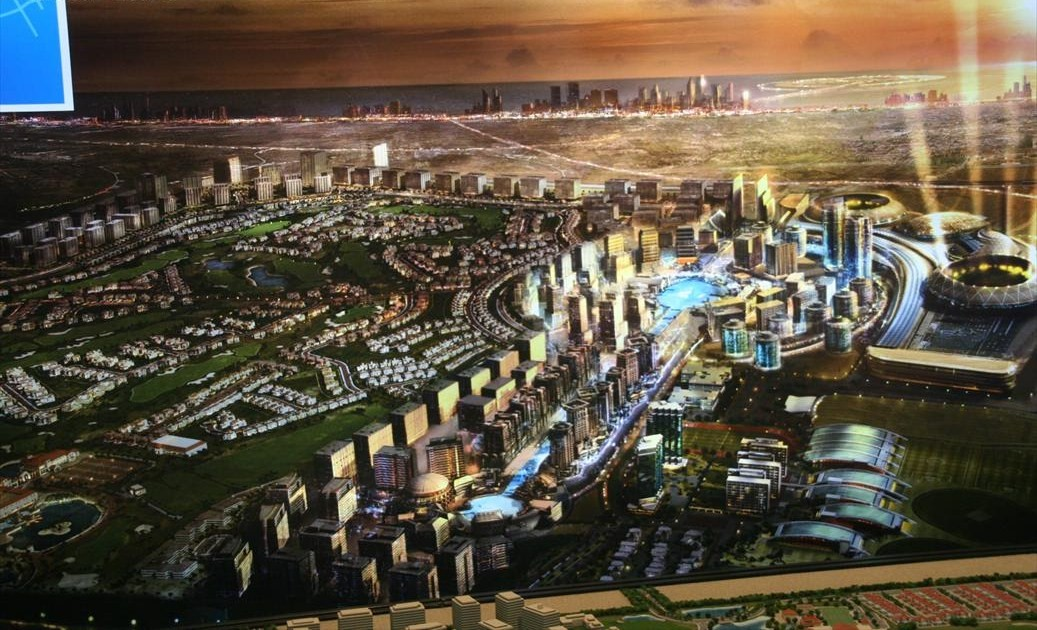
Modell der Dubai Sports City, 2007

Dubai Sports City ist eine im Bau befindliche olympiataugliche Sportthemenwelt in Dubai, Vereinigte Arabische Emirate.
Das neue dauerbewohnte, ca. 4 Milliarden US-Dollar kostende Stadtviertel wurde 2011 teileröffnet, es umfasst eine Fläche von 4,6 Quadratkilometern und ist der nördliche Teil des Großprojekts DubaiLand. Am Ostrand werden u. a. vier große Arenen errichtet:
- ein Mehrzweckstadion für Leichtathletik, Cricket, Fußball und Rugby für 60.000 Zuschauer (z. Z. im Rohbau gestoppt)
- ein reines Cricketstadion für 25.000 Zuschauer – eröffnet am 7. Mai 2009[1]
- eine geschlossene Arena (für Basketball, Handball u. ä.) für 10.000 Zuschauer
- ein Feldhockey-Stadion für 5000 Zuschauer (letztere z. Z. nicht begonnen)

Hinzu kommen professionelle Akademien für Tennis, Hockey, Schwimmen, Cricket und Fußball. Dort sollen Stars, Talente und Trainer aus der ganzen Welt eine Rundumversorgung erhalten. Ehrgeizigen Eltern werden professionelle frühkindliche Bewegungs- und Ertüchtigungskurse für ihre Sprößlinge angeboten, sobald diese laufen können. Das Einzugsgebiet Dubais sind nicht seine nur 1,6 Millionen Einwohner, sondern sein entfernteres Hinterland – der indische Subkontinent mit Indien und Pakistan, auch mit Iran sowie Teile Afrikas, wo zusammen 1,3 Milliarden Menschen leben. Dubai Sports City soll sich schnell entwickeln zu einem hochkarätigen Veranstaltungsort mit den besten Mannschaften und Athleten der Welt, zur Ausbildungsstätte für die junge, globale Sport-Elite, soll ein Ort des Austauschs auf hohem Niveau zwischen den Kompetenzen werden.
Man hat Koryphäen der Sportzunft gewonnen, um seinem Prestigeprojekt weiteren Glanz zu verleihen. Champions-League-Sieger Manchester United steht für die Fußballakademie. Ernie Els hat den turniertauglichen Golfplatz in die Sanddünen designed. Hans-Wilhelm Müller-Wohlfahrt, deutscher Sportarzt, soll sein Knowhow einbringen in ein medizinisches Hightech-Zentrum. Schwerer verletzte Fußballprofis aus Europa sollen sich hier behandeln lassen und die Rehabilitation absolvieren – die Flugzeit ist mit sechs Stunden kürzer als zu den Spezialisten in den Vereinigten Staaten. Der größte Coup ist Dubai im Cricket gelungen: gleich der ganze Weltverband wurde vom altehrwürdigen Londoner Lord’s Cricket Ground in die neue Welt an den Golf umgesiedelt.
Dubai Sports City wird ähnlich dem alten Münchner Olympiazentrum von 1972 dauerbelebt werden, auch als Wohnort für rund 70.000 Menschen, mit Villen, kleinen Einfamilienhäusern und Appartements sowie an einem zentralen 1 Kilometer langen künstlichen Wasserlauf Hotels, Schulen, Gastronomie und Einkaufszentren.
Aufgrund der Finanzkrise wurden viele der in Sports City begonnenen Bauten eingestellt oder auf einen späteren Beginn verschoben; in Dubai konzentrieren sich die verringerten Bauaktivitäten seit 2009 vorrangig auf die zentralen Projekte aus dem Investitions- und Finanzsektor. Trotzdem kann davon ausgegangen werden, dass Sports City wegen seines schon bisher erreichten Realisierungsgrads von ca. 60 Prozent in absehbarer Zeit fortgeführt wird.